# Oltcit Club
Oltcit Club a fost un automobil supermini dezvoltat de Oltcit în cooperare cu Citroën în Franța în anii '80. Este un hatchback mic cu trei uși, bazat pe Citroën Prototype Y și a fost construit la Craiova, România.

## Galerie foto

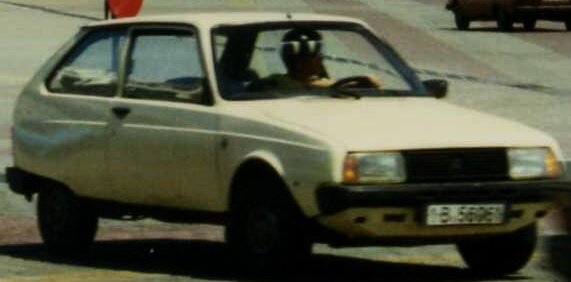
1981–1990
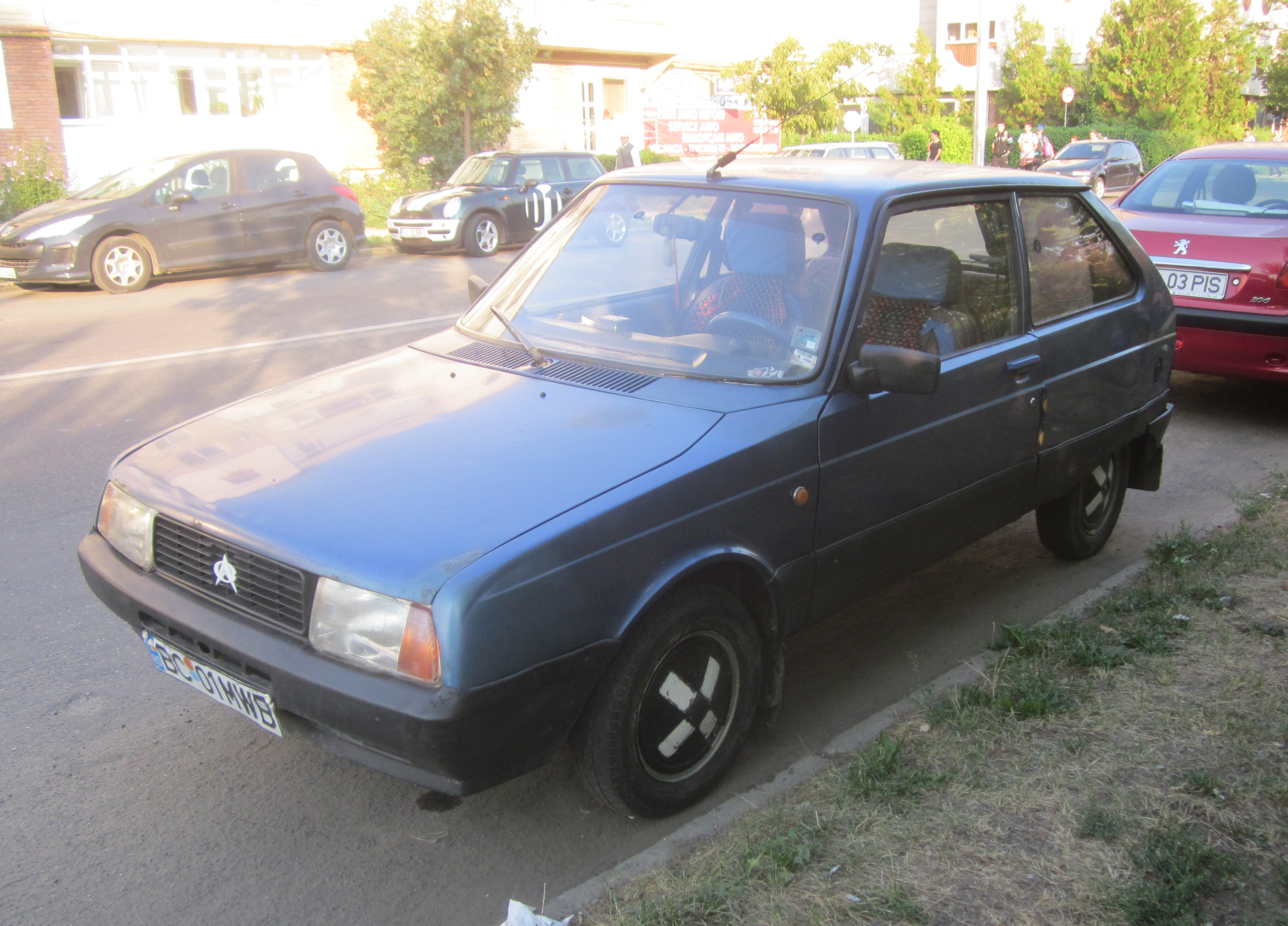
1991–1994
1995
1996
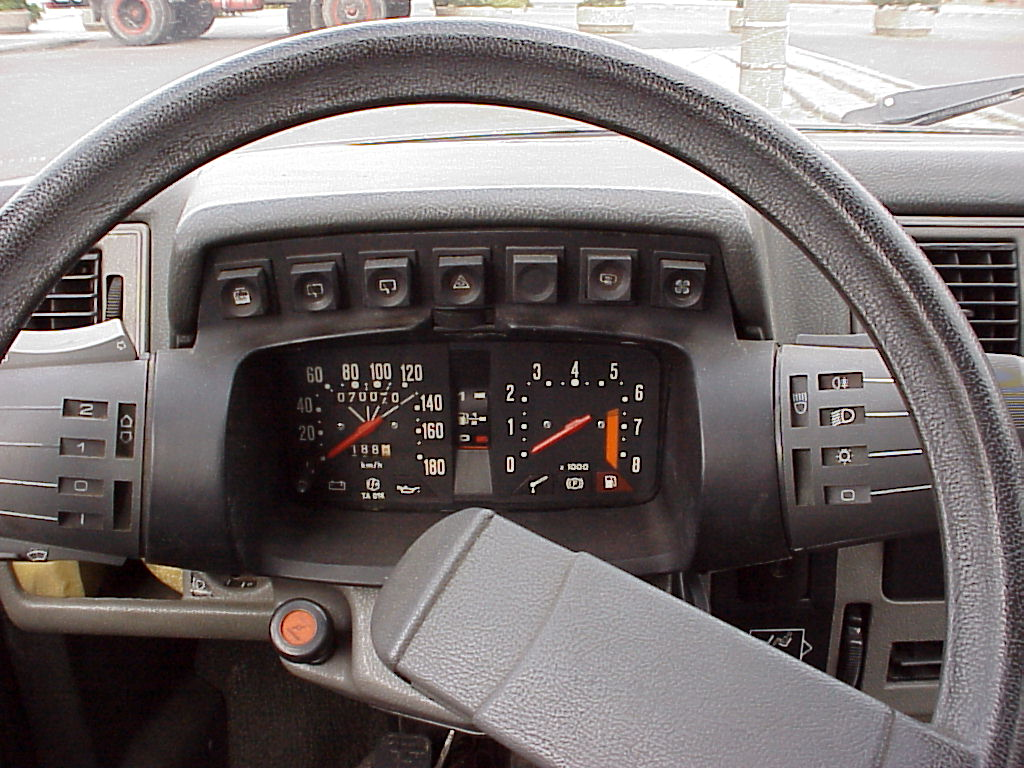
Interior